# 塞斯馬爾河
51°0′12.39″N 7°34′16.96″E / 51.0034417°N 7.5713778°E
塞斯馬爾河（德語：Seßmarbach）是德國北萊茵-威斯特法倫州的河流，位於該國西部，屬於阿格河的右支流，河道全長9公里，流域面積20.2平方公里。